# 자이언트 간헐천

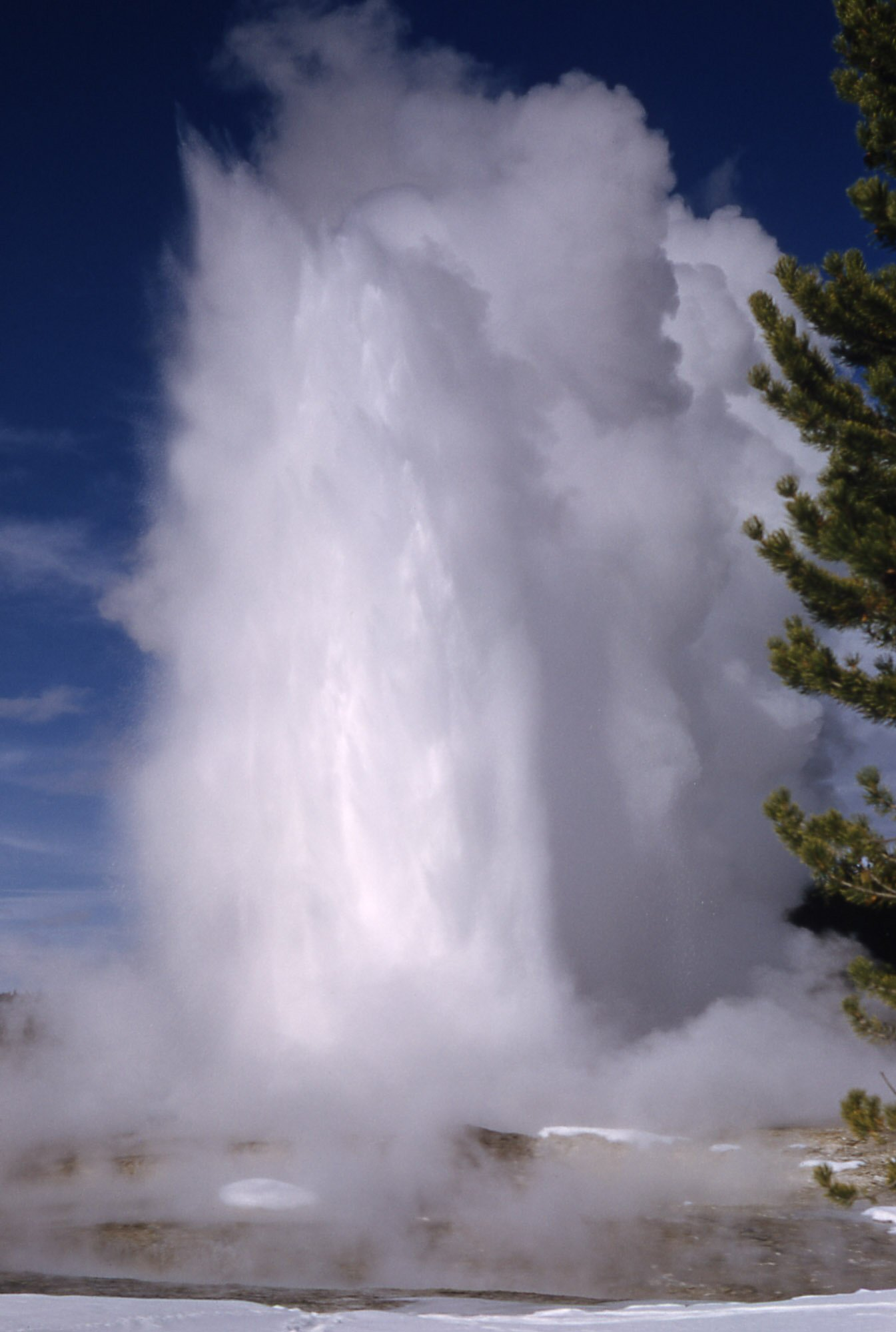
1952년에 분출하는 모습

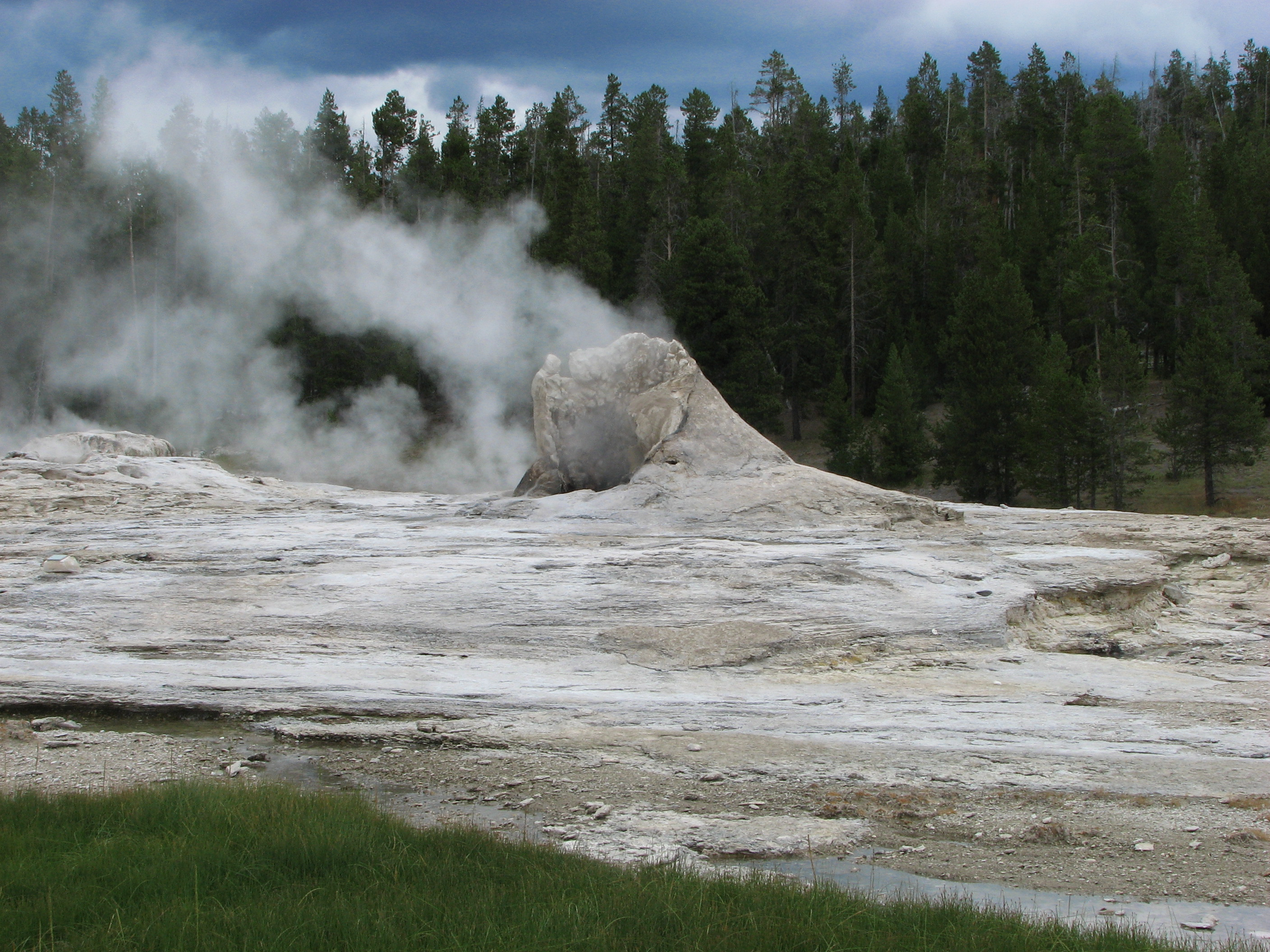
자이언트 간헐천의 봉우리

자이언트 간헐천(Giant Geyser)은 미국 옐로스톤 국립공원의 어퍼 간헐천 지역에 위치한 대형 간헐천이다. 현재 옐로스톤 국립공원 최대의 간헐천이자 스팀보트 간헐천 다음으로 가장 높게 분출하는 간헐천으로 높이 76m까지 분출한다(스팀보트 간헐천은 약 100m). 분출하는 위치에는 작은 봉우리가 있으며, 그 봉우리와 봉우리 뒤에 위치한 분출구에서 분출한다. 2008년 마지막으로 분출한 것으로 알려져 있으며, 분출 간격이 길어 예측이 거의 불가능하다. 그로토 간헐천 근처에 위치한다.

## 분출 수
| 연도 | 분출 수                 |
| ---- | ----------------------- |
| 2006 | 47                      |
| 2007 | 54                      |
| 2008 | 10-20                   |
| 2009 | 1?                      |
| 2010 | 2                       |
| 2011 | 0                       |
| 2012 | 0                       |
| 2013 | 0                       |
| 2014 | 0                       |
| 2015 | 1                       |
| 2016 | 0                       |
| 2017 | 3                       |
| 2018 | 28                      |
| 2019 | 8                       |
| 2020 | 0                       |
| 2021 | 0 (2021년 4월 7일 기준) |